# 原鼠海豚属
原鼠海豚属（学名：Archaeophocaena）是鼠海豚科下的一个属。

## 下属物种
本属包括以下物种：
- 天鹽原鼠海豚 Archaeophocaena teshioensis Murakami et al., 2012